# Wrath of Man
Wrath of Man är en actionthrillerfilm från 2021 i regi av Guy Ritchie.
Filmen handlar om Patrick Hill, en ny värdetransportförare i Los Angeles. Hans skickliga hantering av ett rånförsök leder folk till att ifrågasätta hans bakgrund.
Filmen fick ett blandat mottagande bland filmkritiker. Publikreaktionen var mer positiv.

## Rollista
| Jason Statham  | – Patrick "H" Hill, alias Mason Hargreaves |
| Josh Hartnett  | – Boy Sweat Dave                           |
| Eddie Marsan   | – Terry                                    |
| Scott Eastwood | – Jan                                      |